# Hypositta
Hypositta é um género de ave da família Vangidae.
Este género contém as seguintes espécies:
- Hypositta corallirostris
- Hypositta perdita